# Wolfgang Wagner (nedador)
Wolfgang Wagner   (Gera, 6 d'agost de 1938) és un nedador alemany, ja retirat, que va competir durant les dècades de 1950 i 1960. Era especialista en esquena.
El 1960 va prendre part en els Jocs Olímpics d'Estiu de Roma, on disputà dues proves del programa de natació. Destaca la sisena posició en els 100 metres esquena, mentre en els 4x100 metres estils quedà eliminat en sèries. El 1964, als Jocs de Melbourne, quedà eliminat en semifinals dels 200 metres esquena.
En el seu palmarès destaquen dues medalles al Campionat d'Europa de natació, de bronze en els 100 mestres esquena el 1958, i de plata en els 200 metres esquena el 1962. A nivell nacional va guanyar els 100 títols d'Alemanya de l'Est el 1954, 1958 a 1961 i 1963, i els títols del 200 esquena de 1961 a 1964.